# Dolicheremaeus baloghi
Dolicheremaeus baloghi är en kvalsterart som beskrevs av Aoki 1967. Dolicheremaeus baloghi ingår i släktet Dolicheremaeus och familjen Tetracondylidae. Inga underarter finns listade i Catalogue of Life.